# 聖絶
聖絶（せいぜつ）とは、『新改訳聖書』において使用されたヘブライ語のヘーレム(חרם、ḥērem)の日本語訳である。神のために聖別すること、ささげられたもの、奉献物、のろわれたものを意味している。ヘーレムはレビ記、申命記、ヨシュア記、サムエル記上巻などに多く見られる聖句である。キリスト教神学においてはイエス・キリストによる救いと神の愛のため聖絶が行われたとする。ユダヤ教ではこの解釈をとらず、イスラエル民族のために神は聖絶を命じたと解釈する。
批評的聖書学者からは、新改訳の「聖絶」という日本語訳はキリスト教護教的な訳であるとして批判を受けている。

## 概要
ヘーレムの語根は「別にしておく」とか「俗用に供することを禁じる」ことを意味しており、この語はヘブライ語聖書（旧約聖書）で神への奉納・奉献・聖別を表すためにも用いられている。畑や家畜などを聖絶として神に捧げた場合は、それを売ることも買いもどすこともできないものとして完全に神に捧げ尽くさなければならず(レビ記27:28)、そのようにして捧げられたものは祭司のものとなった(レビ記27:21、民数記18:14)。ただ、その捧げ物が人間であった場合は必ず殺されなければならなかった(レビ記27:29)。
イスラエルに敵対する異民族に対して聖絶が用いられる時は、「神への奉納物として、異教の神を拝むものとそれに関連する事物をことごとく滅ぼし尽くす」こと、全ての戦利品を滅却することを意味した。すなわち、聖絶の対象とされた敵対異民族は全員が剣で殺され、また家畜も含め生けるものは全て殺戮された。また、通常の戦闘では許される女子どもの捕虜も、また家畜などの戦利品も、聖絶においては自分たちの所有物とすることは許されず、全てが神への捧げ物とされなければならなかった。さらに、それ以外の剣でもって滅ぼせないものは火をもって焼き尽くされ、また、燃やすことの出来ない金銀財宝などは神殿の奉納倉へ納めて、「呪われた汚らわしきもの」として民衆の手からは隔離されなければならなかった。そして、聖絶のものを私物した者は、神の怒りに触れるものとして、罰として処刑された。聖書はその理由として、イスラエルに聖なる生き方をさせて、彼らが先住民の宗教からの誘惑に負けて神に対して罪を犯さないためであるとする(申命記7：1-6、20:16-18)。ただ、聖絶は必ずしも異民族にだけ行われたわけではなく、ヤハウェ以外の神を礼拝したような場合にはイスラエル民族にも向けられた(出エジプト記22:20、申命記7:26、ヨシュア記6:18)。さらにエレミヤ書25:9では、預言者に授けた啓示、すなわち神の意志にイスラエル民族が背くようになれば、イスラエル民族全体が聖絶の対象になることが予言されている。
聖絶はジェノサイドと同義であるとの批判もある。旧約聖書では異教徒との戦いにおいて以下のような苛烈な命令が神・預言者によってなされたと記録される。
聖絶は神が人間に命じて行わせるものだが、『旧約聖書』でのソドムとゴモラや十の災いのエジプト長子殺しなど、神が自らの手で特定集団の人間を葬りさることもある。

## 使用例

### 旧約聖書における例
イスラエルに敵対する異民族（通例は都市国家単位）に対する聖絶の例をあげる。カナンの王はイスラエルを襲って、幾人かを捕虜にしたため、イスラエルは主なる神に誓願を立てた。「もし、確かにあなたが私の手に、この民を渡してくださるなら、私は彼らの町々を聖絶いたします。」（民数記21:2、新改訳聖書）
- ヨベルの年に聖絶された畑が主の聖なるものとなる。（レビ記27:21）
- エリコの戦いにおける聖絶（ヨシュア記6章他）
- ミデヤン人に対する聖絶（民数記21章）
- ペリシテ人、アマレク人に対する聖絶（サムエル記上巻15章）
- 偶像礼拝をするイスラエル人に対する裁き（出エジプト記22章20節）
- 異教の偶像に用いられた金や銀を欲しがるイスラエル人に対する裁き（申命記7章26節）

### ギリシア語聖書（新約聖書）における例
ヘーレムの語は七十人訳聖書ではアナテマと訳されており、新約聖書では不信者に対する強い呪いを意味する言葉としてこの語が用いられている。現在、新約聖書でそのギリシャ語形のアナテマが使われる場合に「聖絶」の語が用いられた翻訳聖書はない。
なお、「強い呪い」という意味から、アナテマは後のカトリック教会では「破門」を意味する語として用いられるようになった。ただ、『ルカによる福音書』21：5においては、アナテマの語が「エルサレム神殿への奉納物」の意味で用いられている。

### 語義の変化
元来は「神への奉納物としての異民族の殲滅」も意味していたこの語が、最早聖戦の時代ではなくなった紀元前後のイスラエルにおいてはその意味内容が著しく変化し、「強い呪い」を意味する語として用いられるようになったとされる（コリント前16:22、ガラテア1：8-9、新改訳聖書）。
なおマックス・ウェーバーは、この語義の変化はバビロニア捕囚後に既にあったとし、ユダヤ教がペルシアによって平和にされた宗派的教団へと変質させえられた時代には、ヘーレムは不心得者などに対する共同体からの破門を意味する言葉として存続したとしている。たとえばエズラ10：8においては、ヘーレムの対象は該当者の財産だけで、当人は共同体から追放されることが命じられている。

## 翻訳の試み
ヘブライ語のヘーレムは聖書の翻訳者たちを悩ませてきたものの一つで、場面によって様々に訳し分けられている。『新改訳聖書』以前に刊行の『口語訳聖書』では、たとえば「それを全く滅ぼし」(ヨシュア記10：1)などと訳されている。いっぽう新改訳聖書以降に刊行の『新共同訳聖書』では「滅ぼし尽くせ」(サムエル上15：3)、或は「滅ぼし尽くして主にささげよ」(ヨシュア6:17)などと訳されている。なお後者に関しては、戦前の『文語訳聖書』においては「詛(のろ)はれしものとしてヱホバに献ぐべし」となっている。
このように、聖書の解釈によって様々な訳語が試みられており、特に聖書信仰の学者の手による『新改訳聖書』(1970年初版)ではこの語を「聖絶」と訳しているが、聖書信仰の立場を取らない翻訳や一般人向けに訳された翻訳とは解釈を異にしている。なお、その意味で岩波書店刊行の岩波委員会訳聖書でも近年ヘーレムの訳語として「聖絶」、名詞としての「聖絶物」の語が採用されているが、キリスト教会の聖書とは前提が異なる。というのは、キリスト教会と結びつき、礼拝において用いられることを意図した他の翻訳聖書に対し、岩波訳は教派的な解釈から自由な立場で為された歴史的文書としての翻訳だからである。また、岩波委員会訳聖書では、新改訳聖書で聖絶が訳語として採用された箇所においても、たとえばエズラ10：8に見られるように旧来の「没収」と訳されている箇所がある。
なお、七十人訳聖書においてヘーレムの訳語として採用されたギリシア語はアナテマであって、この語はラテン語訳聖書においても使用された(詳しくは「アナテマ」の項目を参照)。

## 福音派による神学的解釈

### 出エジプト記
出エジプト記22:20は異教の祭儀が禁じられており、全く滅ぼすこと、聖絶が命じられているが、これはもともとのろいの下におくという意味である。

### 民数記
ジャン・カルヴァンは、民数記21章2-3節の聖絶の誓約は、主に対する敬虔な信仰のあらわれであり、主の助けを祈り求めることであったという。カルヴァンはこの記事は一見残酷に見えるが、イスラエルは神の命令を執行したのであり、破壊と殲滅は正しいことであったと指摘する。のろわれたものとして神にささげられたこの地は、ホルマと呼ばれるようになった。

### ヨシュア記
キリスト教の立場からは、ここで神の敵に囲まれた神の民を助けたのは、イエス・キリストであると信じられている。ヘブル語のヨシュアはギリシャ語のイエスであり、ヨシュアは「旧約聖書のイエス」と呼ばれる。ヨルダン川を渡った時の契約の箱、ラハブの赤いひも、エリコ近くの主の軍の将にイエス・キリストが見出される。ヨシュアに対し、神の自己顕示のことばが使われている。ここは聖なる所であり、罪人であるヨシュアは神の領域に入った。ラハブの赤いひもはキリストの血と解釈される。滅ぼされた者と救われたラハブが対照である。
先住民は優れた文化を持つ民族であったと考えられているが、宗教的に堕落していたため、神は選民を守るために、彼らを滅ぼすように命じられたのだと受けとめられている。神の民がヨルダン川を渡った奇蹟は、堕落・腐敗した異教民族を征服するための準備であったと信じられる。異教民族を滅ぼす神の命令がくだった理由は、すべての人は罪のために滅ぼされて当然だからであり、イスラエルが選民だったからである。神は彼らを罰するためにイスラエルを用いた。
悔い改めない人の破滅、信仰者へのあわれみ、警告と祝福が示される。エリコはカナンの人への神の審判の行為である。イスラエルにとって聖なる戦いへの参加であり、アナク人に対しては罪への裁きである。
ここにある原則は勇気、敵との非妥協、神への忠信である

### イエス・キリスト
イザヤ書34章5節に「見よ。これがエドムの上に下り、わたしが聖絶すると定めた民の上に下るからだ」（新改訳聖書）と書いてあるが、イザヤ34:5-8、63:1-6、ヨハネが受けたキリストの啓示19章13節の関連から、イエス・キリストが神の敵を踏み潰し、その返り血を浴びる姿と解釈される。異教的な人物であるエサウを起源とするエドムは、常に神の敵、教会の敵を意味しており、カナンの地、約束の地に入ろうとする時も、その後も神の敵がいた。イエス・キリストの敵はみな霊的なエドムである。
イエス・キリストによる最後の裁きが最終的な聖絶である。

### 霊の戦い
これは、現代においては、霊の戦いとして適用される。ただし、霊の戦いについては福音派に議論があり、「霊の戦いに関する聖書的・包括的理解のためのナイロビ声明」が発表されている。
出エジプト34章、申命記12章の与えられた地における命令は、今日仏壇など異教な偶像を取り除く聖句として適用されている。

### 神の愛
聖絶は神の愛の拡大である。それは、イスラエルの神こそが全地の主であると知るため、また、神の民が汚れた民の汚染から守られるためであり、イスラエルを通して贖い主が来るためである。悪を罰する神は、神を信じる者に対しては限りない愛といつくしみをもって臨むと信じられている。約束の地とは神の祝福であり、アブラハムの子孫であるイエス・キリストが信仰の対象である。

### 神の臨在
聖絶で神の臨在が示されている。イエス・キリストの十字架により、聖絶が成就されたのであり、御子イエス・キリストの十字架において聖絶を受ける道が備えられた。聖絶の最終的な執行は栄光の臨在の前の火の池である。

## 聖絶に対する評価

### 旧約聖書の聖絶の記述に関する史学的評価
自由主義神学的な立場による史学的評価では、聖書の神はイスラエル民族の部族神であり、聖書の記述もその全てが史実とは限らないとする立場にある。また、岩波委員会訳の旧約聖書の補注によれば、古代の戦闘は全てその民族の守護神の闘いでもあったため、闘いに敗れた民族とその所有物はその所有関係が切断され「神無きもの」となって穢れた存在となるが、いわゆる聖戦の法である聖絶は、それを勝利をもたらした自国の守護神に儀礼的に捧げ尽くすことで「神無きもの」が購われ、新たな所有に移すために行なわれる宗教儀礼で、必ずしも敵対異民族を物理的に絶滅させたわけではない、という見解がなされている。
この聖絶という慣習はイスラエルのみならずモアブやアッシリアのような近隣諸国にも古来から共通して見られた宗教儀礼で、それは敗北した敵を単に虐殺することだけでなく、聖なる闘いに関する宗教的規定のひとつであったが、実際にこの規定が適用されたことは現実問題としてかなり稀なことであったと考えられている。というのも、敵対する異民族を聖絶の捧げ物とした場合でも、相手を滅ぼしてもイスラエルの民には物質的には何の利益にもならないため、当然ながら違反者が続出した。また、一民族を全て根絶やしにすることは現実問題としても無理であった。「このように聖絶が不徹底であったため、バアル信仰がイスラエルの中に蔓延り、神の怒りを招いた結果、自分たちは異民族に支配されなければならなかったのだ」という反省及び歴史解釈がイスラエルの中に起こり、バビロン捕囚以後にそのような観点の下に聖書が編纂されたものと考えられている。したがって現在の歴史学では、聖書に書かれた虐殺の記述は歴史を正しく伝えたものではなく、後代のバビロン捕囚前後の時代にイスラエル中心主義の影響で書かれたものとされる。
ちなみにウェーバーも、カナンの地を特別に神聖視する預言者の思想に影響されたユダヤ教の宗派的な発展のみが、儀礼的なタブーにすぎなかった聖絶を殲滅の思想として発展させたとして、そのような特殊な解釈がなされた理由の一つとして「人道的律法」を適用すべき寄留者(出エジプト22:20、新改訳聖書では22:21)が捕囚後のイスラエルに存在しなかったことを挙げている。事実イエスの家系にもモアブ人女性ルツが登場することからも分かる通り、実際の歴史ではユダヤ人はアマレク人、カナン人、ミデヤン人、ペリシテ人、モアブ人、アモン人、エドム人などの近隣諸民族と共存・通婚しており、ユダヤ人の勢力がカナン・シリアで支配的なものとなってイスラエル王国・ユダ王国が建国された際も上記のようなユダヤ人以外の諸民族の共存は許されていた。これらの諸民族はイスラエル王国・ユダ王国の統治の間に徐々にユダヤ人と混血し、吸収されていったものと思われる。

### 現代のキリスト教による評価
福音派では、「新約の時代においては旧約のごとき聖絶の戦いはありえない」とし、キリスト者の聖化として、霊的に適用する。また、聖書の根本的な命令は十戒の「殺してはならない」であるとする。

### 現代ユダヤ人学者による評価
聖書無謬説を否定する立場（聖書には誤った記述や、人の手によって改変された記述、後世に創作された記述が含まれるとする立場）からは、神がこのような冷酷な命令をしたはずがないと解釈される。たとえばマルティン・ブーバーは、ある時『サムエル記』上15章の記述（アマレク人の聖絶）について問われて、「私はそれを神のお告げであるとは信じない。私はサムエルが神の言葉を聞き間違ったのだと信じる」と答えたと晩年の自伝的な著書の中で記している。これに対してエマニュエル・レヴィナスは、ブーバーは聖書の権威よりも自分の良心の方を上に置いたとして非難する。レヴィナスによれば、出エジプト直後にイスラエルを最初に攻撃したアマレクは根源的な悪の象徴であり、イスラエル民族殲滅を試みたナチスと同等視されるため、上記のブーバーの見解に対して、「ブーバーはホロコーストについて考えていなかった（アマレクを生かしておけばイスラエル民族殲滅の憂き目にあっていた）」として極めて批判的な感想を表明している。

### 批判的視点
この聖絶という行いは、現代風に言えば間違いなく「民族浄化」すなわち本来の意味における「ホロコースト」に他ならないとし、従ってヘーレムの語を「ジェノサイド」ないしは「殲滅」として解釈する向きも多い。
また、イスラム過激派がテロ行為を正当化する際に用いることのあるジハードや、オウム真理教が殺人を正当化した際に使ったポアとの類似性を指摘する声も多い。